# Knautia integrifolia
Knautia integrifolia là một loài thực vật có hoa trong họ Kim ngân. Loài này được Bertol. mô tả khoa học đầu tiên..